# ليون جاكوب كول
ليون جاكوب كول (بالإنجليزية: Leon Jacob Cole)‏ هو عالم وراثة وعالم طيور أمريكي، ولد في 1 يونيو 1877 في Allegany, New York ‏ في الولايات المتحدة، وتوفي في 17 فبراير 1948 في ماديسون في الولايات المتحدة.